# Marzigiet Bagomiedowa
Marzigiet Ajdaramirmagomiedowna Bagomiedowa (ros. Марзигет Айдамирмагомедовна Багомедова; ur. 25 września 1991) – rosyjska, a od 2010 roku azerska zapaśniczka walcząca w stylu wolnym.
Zajęła ósme miejsce na mistrzostwach Europy w 2012. Ósma w Pucharze Świata w 2010. Mistrzyni świata juniorów i wicemistrzyni Europy w 2010.. Mistrzyni Europy kadetów w 2007 i 2008 roku.